# Paul François (landbouwer)
Paul François (Bernac, 1965), is een Frans landbouwer die bekend werd door zijn juridische strijd tegen Monsanto. Hij ontving hiervoor de Ordre national de la Légion d'honneur. 

## Vergiftiging
Paul François nam het landbouwbedrijf van de familie over. Door een incident met Lasso, een product van Monsanto, op 27 april 2004 werd hij zwaar ziek en dit veroorzaakte ook blijvende letsels. Hij begon een procedure tegen Monsanto in 2007 mede omdat de gevaarlijkheid van het product al langer gekend was maar niet vermeld. Gebruik van Lasso is sinds 1987 verboden in Canada en in het VK en België sinds 1992. In eerste aanleg kreeg hij gelijk in 2012. Na beroep moest de procedure herbegonnen worden maar in april 2019 was het vonnis opnieuw in zijn voordeel. Monsanto ging in cassatieberoep. In september 2020 werd hij ook in cassatie in het gelijk gesteld.

## Media
In 2017 kwam het boek "Un paysan contre Monsanto" uit dat de juridische strijd tegen Monsanto documenteert. François schreef dit samen met Anne-Laure Barre. 
In 2012 was Paul François te zien in de film La mort est dans le pré van Eric Guéret,
In 2017 verscheen de documentaire Les Sentinelles van Pierre Pézerat die de juridische strijd van Francois brengt met daarnaast ook het lot van asbest-slachtoffers.